# 和歌山県道144号岩橋栗栖線
和歌山県道144号岩橋栗栖線（わかやまけんどう144ごう いわせくるすせん）は、和歌山県和歌山市を通る一般県道である。

## 概要
和歌山市岩橋から和歌山市出島に至る。
全線にかけて走りやすい道であり、紀伊風土記の丘へ行く時の道として利用している。

### 路線データ
- 起点：和歌山県和歌山市岩橋（和歌山県道143号井ノ口秋月線上）
- 終点：和歌山県和歌山市出島（田井ノ瀬交差点、和歌山県道14号和歌山打田線上、和歌山県道149号紀伊停車場田井ノ瀬線終点）
- 実延長：1.410 km

## 歴史
- 1959年（昭和34年）5月14日 - 和歌山県が一般県道として岩橋栗栖線を認定[1]。

## 路線状況

### 重複区間
- 和歌山県道143号井ノ口秋月線（和歌山市岩橋）
- 和歌山県道14号和歌山打田線（和歌山市岩橋 - 和歌山市出島・田井ノ瀬交差点（終点））

## 地理

### 通過する自治体
- 和歌山県
  - 和歌山市

### 交差する道路
| 交差する道路                                                                | 交差する場所 | 交差する場所          |
| --------------------------------------------------------------------------- | ------------ | --------------------- |
| 和歌山県道143号井ノ口秋月線 重複区間起点                                    | 岩橋         | 起点                  |
| 和歌山県道143号井ノ口秋月線 重複区間終点 和歌山県道143号井ノ口秋月線 / 新道 | 岩橋         |                       |
| 和歌山県道14号和歌山打田線 重複区間起点                                     | 岩橋         |                       |
| 和歌山県道14号和歌山打田線 重複区間終点 和歌山県道149号紀伊停車場田井ノ瀬線 | 出島         | 田井ノ瀬交差点 / 終点 |

### 交差する鉄道
- 和歌山線

### 沿線
- 岩橋郵便局
- 西和佐郵便局
- JR西日本和歌山線 田井ノ瀬駅
- 紀の川